# Електросталь (завод)
«Електросталь» — міні-електросплавний завод у Кураховому.

## Історія
Введений у експлуатацію у 2008 році.
За даними ЗМІ, об'єм інвестицій у будівництво заводу склав $80 млн.
2011 року норма затрат лому на плавку 1 тонни сталі складала 1,1 тонн.
До припинення торгівлі з непідконтрольними Україні територіями Донецької області «Електросталь» працювала у тісній кооперації з Донецьким металопрокатним заводом (ДМПЗ), який із заготівлі «Електросталі» виробляв прокат.
Через це, за весь 2017 рік завод «Електросталь» освоїв 3,5 млн грн капітальних інвестицій у порівнянні з минулим 2016 роком.
Протягом грудня 2018 — лютого 2019 років завод вимушено зупиняє виробництво через надмірні ціни на лом (при падінні цін на напівфабрикати).
У лютому 2019 року завод «Електросталь» вступив у процедуру його ліквідації через борги кільком банківським установам (Дельта Банк: $8,8 млн та €1,5 млн; ВТБ Банк: $16 млн.). За даними ЗМІ, операційна діяльність підприємства продовжувалася, але, ймовірніше, на іншій юридичній особі. За четвертий квартал 2019 року об'єм в рибництва сталі становив менше 10 тисяч тонн.
З грудня 2020 по травень 2021 року випуск продукції сталі на підприємстві не відбувався.
Наприкінці осені 2021 року Ігор Андреєв продав завод «Електросталь» власнику корпорації «Укрмет» та колишньому народному депутатові України від «Опозиційного блоку» Андрію Кісельову.
Підприємство виробляло квадратну заготівлю.